# 辰州
辰州（しんしゅう）は、中国にかつて存在した州。隋代から元初にかけて、現在の湖南省懐化市一帯に設置された。

## 魏晋南北朝時代
南朝陳により設置された武州沅陵郡を前身とする。

## 隋代
589年（開皇9年）、隋が南朝陳を滅ぼすと、沅陵郡が廃止されて、辰州が置かれた。607年（大業3年）に州が廃止されて郡が置かれると、辰州は沅陵郡と改称され、下部に5県を管轄した。隋代の行政区分に関しては下表を参照。
| 隋代の行政区画変遷 | 隋代の行政区画変遷          | 隋代の行政区画変遷 | 隋代の行政区画変遷 | 隋代の行政区画変遷 | 隋代の行政区画変遷                 |
| 区分               | 開皇元年                    | 開皇元年           | 開皇元年           | 区分               | 大業3年                            |
| ------------------ | --------------------------- | ------------------ | ------------------ | ------------------ | ---------------------------------- |
| 州                 | 武州                        | 武州               | 武州               | 郡                 | 沅陵郡                             |
| 郡                 | 沅陵郡                      | 武陵郡             | 南陽郡             | 県                 | 沅陵県 塩泉県 大郷県 辰渓県 竜檦県 |
| 県                 | 沅陵県 塩泉県 大郷県 遷陵県 | 辰陽県 夜郎県      | 竜檦県             | 県                 | 沅陵県 塩泉県 大郷県 辰渓県 竜檦県 |

## 唐代
621年（武徳4年）、唐が蕭銑を平定すると、再び辰州が置かれた。742年（天宝元年）、辰州は盧渓郡と改称された。758年（乾元元年）、盧渓郡は辰州の称にもどされた。辰州は江南西道に属し、沅陵・辰渓・盧渓・漵浦・麻陽の5県を管轄した。

## 宋代
宋のとき、辰州は荊湖北路に属し、沅陵・辰渓・盧渓・漵浦の4県と会渓城と池蓬・鎮渓・黔安の3寨を管轄した。

## 元代以降
1277年（至元14年）、元により辰州は辰州路と改められた。辰州路は湖広等処行中書省に属し、沅陵・辰渓・盧渓・漵浦の4県を管轄した。1364年、朱元璋により辰州路は辰州府と改められた。
明のとき、辰州府は湖広省に属し、直属の沅陵・辰渓・盧渓・漵浦の4県と沅州に属する黔陽・麻陽の2県、合わせて1州6県を管轄した。
清のとき、辰州府は湖南省に属し、沅陵・辰渓・瀘渓・漵浦の4県を管轄した。
1913年、中華民国により辰州府は廃止された。